# ميتشورين

تمثال لميتشورين عند جامعة موسكو.

إيفان فلاديميروفيتش ميتشورين (1855 - 1935 م) هو عالم بيولوجي سوڤياتي. رفض قوانين الوراثة التي وضعها الراهب مندل. يرى ميتشورين بأن الصفات المكتسبة تتنقل بالوراثة إلى الذرية.